# Blodribs
Blodribs (Ribes sanguineum) er en løvfældende busk med en kraftig og opret, men senere overhængende og rodslående vækstform. Grenene er grove og har kun få sidegrene. Blodribs er populær i haverne for sin tidlige blomstring. Planten kan være smittespreder for flere alvorlige sygdomme, som rammer ribs og solbær.

## Beskrivelse
Barken er først grøn og glat, senere bliver den sort og blank med lyse barkporer. Gammel bark er ru og sprækker op. Knopperne er spredte, udspærrede, spidse, glatte og røde. Bladene er runde med 3-5 grove lapper og rundtakket rand. Oversiden er mat og mørkegrøn, mens undersiden er lysegrøn. 
Blomsterne kommer frem før løvspring, hvad der gør planten meget værdsat – trods blomsternes stærke duft. Blomsterne sidder samlet i klaser fra hvert bladhjørne. De kommer frem før løvspring. De enkelte blomster er små og røde. Bærrene er lyseblå på grund af et vokslag. De smager næsten som solbær, men er ikke meget saftige, og bliver stort set kun ædt af fugle. Dette forklarer den udbredte selvsåning, man ofte finder af busken.
Roden er groft forgrenet og ligger højt i jorden. 
Højde x bredde og årlig tilvækst: 3 x 2 m (20 x 15 cm/år).

## Hjemsted
Blodribs stammer fra de stedsegrønne regnskove ved USA's og Canadas vestkyst. Den er tilpasset konstant fugtig jord med højt humusindhold, men lavt pH. Den foretrækker let skygge, men trives også i fuld sol. Ved Dungeness River på Olympichalvøen vest for Seattle, Washington, USA,  vokser stedsegrønne regnskove. Her findes arten sammen med bl.a. almindelig linnæa, almindelig perlekurv, almindelig vinterportulak, broget skumspiræa, busket bjergte, canadisk gyldenris, druehyld, duskkonval, grøn douglasgran, hvid snebær, kæmpeløn, kæmpethuja, kæmpeædelgran, laksebær, lille hjerteblomst, nutkabrombær, næbhassel, oregonel, oregonstikkelsbær, pilekornel, rød druemunke, Trillium ovatum (en art af treblad), vestamerikansk balsampoppel, vestamerikansk hemlock, vestamerikansk mahonie og vestamerikansk taks

## Sorter
- Blodribs (Ribes sanguineum) 'Koja' Dafo

## Note
1. ↑  Railroad Bridge Park: Plants found in the vicinity of the Railroad Bridge Park and the Dungeness River Natural History Center Arkiveret 5. april 2013 hos  Wayback Machine – meget grundig liste over både karplanter og mosser i området (på (engelsk))

| Portal | Portal:Botanik |